# Higinio Anglés
Higinio Anglés Pamies (en catalán: Higini Anglès i Pàmies; Maspujols, Tarragona, 1 de enero de 1888-Roma, 8 de diciembre de 1969) fue un sacerdote y musicólogo español. 

## Vida
Estudió en Reus y desde 1900 en el seminario de Tarragona, siendo ordenado sacerdote en 1912. Desde 1913 estudió música en Barcelona con Cogul, De Gibert, Barberá y Felipe Pedrell. En 1917 fue nombrado jefe del Departamento de Música de la Biblioteca de Catalunya por recomendación de Pedrell. Desde 1919 comenzó a estudiar los archivos españoles de música. En 1923 se desplazó a Alemania, donde fue a completar sus estudios en la Universidad de Friburgo de Brisgovia y en la Universidad de Göttingen. En esas instituciones pudo estudiar con Wilibald Gurlitt, Friedrich Ludwig y Heinrich Finke. Amplió estudios con Wilibald Gurlitt en Friburgo y con Friedrich Ludwig en Gotinga y Múnich. Profesor de Historia de la Música en el Liceo de Barcelona (1927) y en la Universidad de Barcelona (1933-1936). Director, desde su creación (1943), del Instituto Español de Musicología del CSIC; director del Pontificio Instituto de Música Sacra de Roma (1947-69), consultor de varias congregaciones Pontificias; Prelado de Honor de Su Santidad y Protonotario Apostólico (1958).
Colaboró en la Revista Catalana de Música. En 1926 ganó un premio otorgado por el Centro de Lectura con la obra Recull de cançons populars de la comarca del Camp. En el conservatorio del Liceu trabajó de profesor de historia de la música desde  1927, y también en la Universidad de Barcelona, entre 1933 y 1936. En 1943 fue nombrado director del Instituto Español de Musicología del CSIC, y en 1947 fue designado director del Instituto Pontificio de Música Sacra en Roma.
Se dedicó de lleno al apostolado, la investigación y la enseñanza, así como a descubrir, fomentar y salvaguardar los auténticos valores de la música sacra, con gran fidelidad y siempre al servicio de la Iglesia. Figura preeminente de la musicología internacional, por la seriedad y competencia de sus trabajos; miembro de diversas asociaciones y Academias. Organizador y presidente en congresos de música sacra y musicología. El 6 de enero de 1958 le fue concedida la gran cruz de la Orden de Isabel la Católica. Falleció en Roma el 8 de diciembre de 1969; está sepultado en su pueblo natal.

## Obra
Más de cien monografías, aparte conferencias, comunicaciones, artículos y colaboraciones, recogidas en Scripta Musicologica (Cura et Studio de I. López Calo), 3 vol., Roma 1975-76. La Biblioteca de Catalunya (entre 1940 y 1976, Biblioteca Central de Barcelona), concretamente su Sección de Música, publicó sus obras principales como historiador y transcriptor, por ej.:
- Johannis Pujol (1573-1626), Opera omnia, 2 vol., Barcelona 1926-32
- Musici organici Johannis Cabanilles (1644-1712), Opera omnia, 4 vol., Barcelona 1927-33-36-56;
- La Música a Catalunya fins al segle XIII, Barcelona 1935
- El Códex Musical de las Huelgas, 3 vol., Barcelona 1931
- La Música de las Cantigas de Santa María del Rey Alfonso el Sabio, 3 vol., Barcelona 1943-58-64.
- Antología de organistas españoles del siglo XVII, 4 vol., Barcelona 1965-66-67-68.

En la serie Monumentos de la Música Española, del Instituto Español de Musicología, publicó entre otros:
- La Música en la Corte de los Reyes Católicos, 3 vol., Madrid 1941, Barcelona 1947-51
- Cristóbal de Morales, Opera omnia, 8 vol., Roma 1952-53-54-56-59-62-64-71
- Tomás Luis de Victoria, Opera omnia, 4 vol., Roma 1965-67-68
- Antonio de Cabezón, Obras de Música para tecla, arpa y vihuela, 3 vol., Barcelona 1966.

En colaboración con José Esteban Uranga, director de la Institución Príncipe de Viana, tras participar en la Semana de Música Antigua de Estella de 1968 y 1969, invitado por el director Fernando Remacha, se publicó póstumamente sus libros sobre música medieval Navarra:
- Historia de la música medieval en Navarra. Pamplona: Diputación Foral de Navarra. 1970.[2]
- Las canciones del rey Teobaldo. Pamplona: Diputación Foral de Navarra. 1973.[3] En colaboración con Aurelio Sagaseta.[4]